# Bachpatenschaft
Eine Bachpatenschaft ist eine Initiative, die die  ökologische Qualität eines  Gewässers verbessern möchte. Sie besteht aus sog. Bachpaten, engagierten Bürgern und Interessenten, die aktiv durch ihre Arbeit an Fließgewässern, Bächen und Rückhaltebecken mithelfen oder auch nur passiv durch ihre finanzielle Unterstützung.